# Heugnes
Heugnes é uma comuna francesa na região administrativa do Centro, no departamento Indre. Estende-se por uma área de 44,33 km². Em 2010 a comuna tinha 398 habitantes (densidade: 9 hab./km²).